# Estereoquímica

Un centre quiral és un àtom de carboni amb quatre substituents diferents.

L'estereoquímica és la part de la química que pren com a base l'estudi de la disposició espacial dels àtoms que componen les molècules i el com afecta això a les propietats i reactivitat d'aquestes molècules. També es pot definir com l'estudi dels isòmers: compostos químics amb la mateixa fórmula molecular però de diferents fórmules estructurals. Una part important de l'estereoquímica es dedica a l'estudi de molècules quirals. L'esteroquímica proporciona coneixements importants per a la química en general i sigui inorgànica, orgànica, biològica, fisicoquímica o polímers.

## Història
Es considera Louis Pasteur com el primer químic a observar i descriure l'estereoquímica, que, treballant el 1889 amb sals d'àcid tàrtric obtingudes de la producció del vi, va observar que cristalls d'aquestes es formaven i alguns d'ells giraven a direcció de les agulles del rellotge i altres en contra, però tots dos tenien les mateixes propietats físiques i químiques. Finalment, un últim estudi va concloure una diferència, la rotació de la llum polaritzada que travessava aquests cristalls era diferent en cada un, a més que la llum polaritzada d'altres vidres no rotava.
Se sap que aquesta propietat de rotar la llum polaritzada es deu als estereoisòmers òptics. El 1874 Jacobus Henricus van't Hoff i Joseph Le Bel van explicar l'activitat òptica d'aquests compostos amb base en l'arranjament amb forma de tetràedre format pels enllaços de carboni. Això es deu al fet que en l'espai la major separació per a aquests quatre enllaços i, per tant, la de menor energia correspon a aquesta forma.

## Representacions

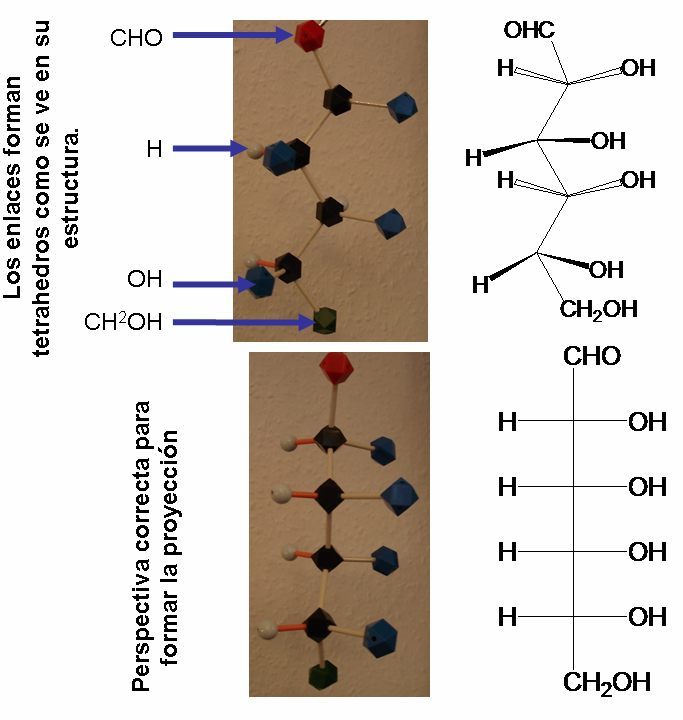
Projecció de Fischer d'una hexosa

Els estereoisòmers es poden representar en paper per mitjà de projeccions de Fischer, la qual cosa ajuda a una fàcil interpretació de la molècula. Altres projeccions inclouen les projeccions de Newman.
- Isòmers estructurals: Són molècules amb la mateixa fórmula molecular però els àtoms estan enllaçats en diferent ordre.
- Estereoisòmers: Són molècules que tenen les mateixes connexions àtom a àtom, però difereixen en l'orientació espacial d'aquests.
- Enantiòmers: Són estereoisòmers d'imatge especular no superposable (cada un és la imatge especular de l'altre, però no poden superposar en l'espai)
- Diasteroisòmers: L'oposat als enantiòmers: estereoisòmers que no tenen una imatge especular entre ells.

## Importància de l'estereoquímica
L'estereoquímica és de gran rellevància en l'àrea de polímers. Per exemple, l'hule natural consisteix en unitats repetitives de cis-poliisoprè, gairebé en un 100%, mentre que l'hule sintètic consisteix d'unitats de transport poliisoprè o una barreja d'ambdues. La resiliència d'ambdós és diferent i les propietats físiques del cautxú natural segueixen sent molt superiors de les propietats físiques del sintètic.
Altres casos d'importància inclouen el poliestirè i al polipropilè, les propietats físiques són incrementades quan la seva tacticitat és la correcta.
En la medicina, el cas més representatiu sobre la importància de l'estereoquímica és l'anomenat desastre de la talidomida, una fàrmac sintetitzat el 1957 a Alemanya, prescrit per a dones embarassades en el tractament de malestars matutins. No obstant això, es va demostrar que el fàrmac podia causar deformacions en els nadons, després d'això es va estudiar a fons el medicament i es va arribar a la conclusió que un isòmer era segur mentre que l'altre tenia efectes teratogènics, causant danys genètics severs a l'embrió en creixement. El cos humà produeix una barreja racèmica d'ambdós isòmers, encara que només un d'ells sigui introduït.

## Obtenció
Quan interessa l'obtenció d'una configuració específica d'una molècula es poden seguir dos camins:
- Resolució: Consisteix a separar un enantiomorf d'una mescla que en conté dos. Com que els enantiomorfs tenen les mateixes propietats físiques i químiques, la separació ha de passar per l'ús d'un reactiu asimètric (o sigui, un enantiomorf d'una altra substància) que reaccioni diferent amb cada un dels dos enantiomorfs presents a la mescla.[1]
- Síntesis estereoespecífiques: Són processos de síntesi química que produeixen directament només un dels isòmers[1]